# Q
Q maiuscola o q minuscola è la quindicesima lettera dell'alfabeto italiano e la diciassettesima dell'alfabeto latino. In italiano il suo nome esteso è cu o qu.
/q/ rappresenta anche una consonante occlusiva uvulare sorda nell'alfabeto fonetico internazionale.

## Storia
| ק                      | Arabo     | Greco               | Latino    |
| Fenicio ed ebraico qof | Arabo qāf | Greco arcaico qoppa | Latino qu |

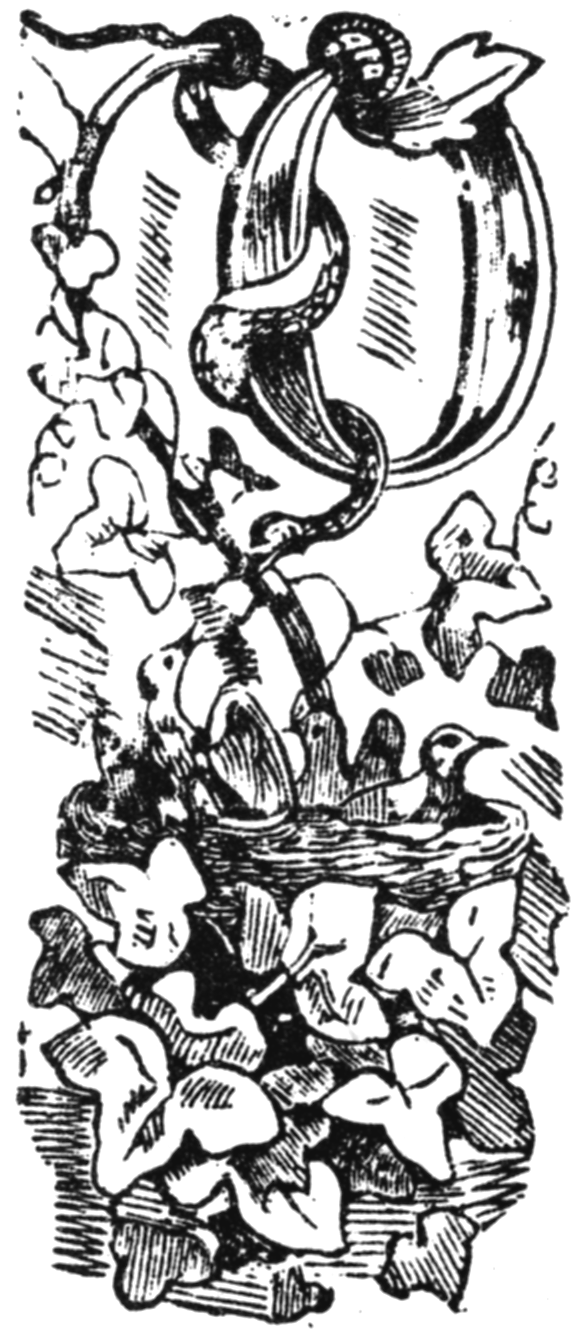
Esempio di capolettera

La lettera Q deriva dalla lettera dell'alfabeto greco Qoppa (maiuscolo Ϙ, minuscolo ϙ) (poi caduta in disuso in greco e usata solo come segno numerico per 90), tramite una variante usata dagli Etruschi e dagli abitanti della Magna Grecia. A sua volta la qoppa derivava dalla lettera fenicia qof, che ha dato origine anche alla qof ebraica e alla qāf araba.

## La lettera Q nell'ortografia dell'italiano
La lettera Q nelle parole italiane è sempre accompagnata dalla lettera U nella sequenza grafematica fissa QU + vocale, la pronuncia è sempre /kw + vocale/; dove la Q rappresenta il fonema [k] e la U il fonema semivocalico
[w]. Le sequenze cqu e qqu (quest'ultima esclusivamente in soqquadro, beqquadro e derivati) rappresentano il suono /kkw/.
Essendo il valore fonologico della Q lo stesso della lettera C quando seguita da U, essa viene definita da Luca Serianni un grafema "sovrabbondante", almeno per quanto riguarda l'ortografia italiana; e sempre tale identità di valore fonetico può creare a volte difficoltà nella scrittura della corretta grafia di una parola, non essendoci regole che permettano la predicibilità dell'uno o dell'altro grafema.
Per quanto riguarda le parole come cuore, cuoio, scuola, l'uso della lettera c è dovuto a ragioni etimologiche, in quanto queste parole derivano da termini latini privi della lettera u dopo il suono /k/, quindi in origine non richiedevano la lettera q e oggi mantengono queste caratteristiche; cuore, per esempio era cor, cuoio era corium e scuola era schola.
Solitamente in italiano il raddoppiamento della q avviene anteponendovi una c, come nel vocabolo acqua e nei suoi derivati. Eccezioni sono taccuino, che deriva dall'arabo taquîm e soqquadro, la quale è l'unica parola italiana con due Q di seguito (oltre a beqquadro che è una variante rara di bequadro) e deriva dalla locuzione sotto squadro.
Per motivi di tradizione cancelleresca locale non segue le comuni regole ortografiche sul raddoppiamento il raro cognome di origine veneta Scquizzato, variante del cognome Squizzato dalla grafia regolare.

## Curiosità
La Q è, insieme alla J, una delle due uniche lettere che non compaiono nella tavola periodica degli elementi. È comparsa temporaneamente a indicare l'ununquadio, elemento transuranico sintetico con il simbolo Uuq, per poi essere modificato dalla IUPAC in Flerovio.